# Eupodoctis annulatipes
Eupodoctis annulatipes – gatunek kosarza z podrzędu Laniatores i rodziny Podoctidae.

## Występowanie
Gatunek endemiczny dla wyspy Cejlon.